# Юрьевский ветеринарный институт
Юрьевский (Дерптский) ветеринарный институт (1873—1918) — высшее учебное заведение Российской империи.

## История
В 1848 году была основана Дерптская ветеринарная школа. Ветеринарным школам по уставу было предоставлено право давать степени магистра ветеринарных наук, ветеринара и ветеринарного помощника. Для поступления в ветеринарную школу требовалось свидетельство о сдаче экзаменов из курса 4-х классов гимназии (от ветеринарных помощников такого свидетельства не требовалось). В то же время ветеринарам были предоставлены все права врачей.
В 1873 году дерптская ветеринарная школа была преобразована в Дерптский ветеринарный институт(нем. Kaiserliche Veterinair-Institut zu Dorpat) с правами высшего учебного заведения. Для поступления в ветеринарный институт требовалось свидетельство об окончании 6 классов классической гимназии или полного курса реального училища, в последнем случае — с присоединением свидетельства о сдаче экзамена по латинскому языку. Институт получил право присваивать степени ветеринара и магистра ветеринарной медицины, соответствующие университетским степеням кандидата и магистра, со всеми их правами. Профессора и доценты института были сравнены во всех правах с профессорами и доцентами университетов. Те из них, которые читают специальные науки, должны были иметь степень магистра ветеринарной медицины..
По штатам преподавательский персонал в дерптском ветеринарном институте состоял из 3-х ординарных профессоров (включая директора института), 1-го экстраординарного, 3-х доцентов, прозектора при кафедре зоотомии и учёного кузнеца. В их обязанности входило преподавание специальных предметов: зоотомии (с практическими занятиями), гистологии, физиологии, общей патологии, патологической анатомии и гистологии (с практическими упражнениями); частной патологии и терапии; общей, частной и оперативной хирургии, акушерства; эпизоотологии с ветеринарной полицией, общей терапии, судебной ветеринарии; теории ковки (с практическими упражнениями); ведения клиник терапевтической, хирургической и заразной; зоогигиены, экстерьера, фармакогнозии, фармации, фармакологии с рецептурой, сельского хозяйства (полеводство и луговодство), коневодства, скотоводства и учения о животных продуктах. Вспомогательные предметы — богословие, химия (неорганическая, органическая и физиологическая), физика, ботаника, зоология, сравнительная анатомия — читались в большинстве случаев профессорами этих предметов из Дерптского университета, как доцентами института. Кроме указанного персонала, при институте состояли 2 ассистента при клинике, помощник прозектора и лаборант по фармации. Выбор всех этих лиц, также как приват-доцентов и сверхштатных ассистентов, принадлежал Совету института, состоящего из всех профессоров и доцентов, под председательством директора. В институте действовал четырёхлетний курс обучения. По окончании курса студенты могли сдавать экзамен на ветеринара, или сразу на магистра ветеринарной медицины. В последнем случае от них, как и от лиц, уже имеющих диплом ветеринара, но желающих приобрести степень магистра, требовались не только большие познания по специальным предметам ветеринарии, но и основательное знакомство с её литературой. Выдержавшие испытание обязаны были ещё представить и публично защитить диссертацию по одному из специальных предметов. В Дерптском ветеринарном институте (на 1 января 1891 года) насчитывалось 215 студентов и 6 вольнослушателей. В течение 1890 года степень ветеринара получили 46 выпускников и двое были удостоены степени магистра ветеринарной медицины.
Дерптский институт славился среди других ветеринарных заведений России благодаря возможности постоянного общения с заграничными учеными. Между профессорами особенно выдавались профессора П. П. Иессен, Ф. А. Брауэль и Ф. С. Унтербергер.
В конце XIX века замечается сильный прогресс в деятельности института, которая была расширена учреждением при нём бактериологической станции, основанной и поддерживаемой на средства военного министерства.

### После 1918 года
После провозлашения независимости Эстонии в 1918 году Юрьевский ветеринарный институт был присоединен к Тартускому университету как факультет ветеринарной медицины. Библиотека и оборудование института, эвакуированные в Россию, были переданы Саратовскому ветеринарному институту. Саратовский ветеринарный институт стал пятым в России высшим ветеринарным заведением и одним из первых открытых в Поволжье. В 1930 году открылся зоотехнический факультет и с этого времени институт стал называться зоотеническо-ветеринарным. Институт был преобразован в факультет ветеринарной медицины, пищевых и биотехнологий Саратовского государственного аграрного университета.
В 1951 году факультет ветеринарной медицины Тартуского университета вошёл в состав Эстонской сельскохозяйственной академии, её современным преемником является Институт ветеринарной медицины и животноводства Эстонского университета естественных наук .